# 19155 Lifeson
19155 Lifeson là một tiểu hành tinh vành đai chính với chu kỳ quỹ đạo là 1519.6940316 ngày (4.16 năm).
Nó được phát hiện ngày 22 tháng 9 năm 1990 ở Đài thiên văn Palomar và named for Alex Lifeson.